# Незвиська сільська рада
Незвиська сільська рада — орган місцевого самоврядування у Городенківському районі Івано-Франківської області з адміністративним центром у с. Незвисько.

## Населені пункти
Сільській раді підпорядковані населені пункти:
- с. Незвисько — населення 800 ос.; площа 15,891 км²; засн. в 1358 році.
- с. Воронів — населення 470 ос.; площа 6,417 км²; засн. в 1750 році.

## Склад ради
Рада складається з 16 депутатів та голови.

### Керівний склад ради
| ПІБ                      | Основні відомості                                                 | Дата обрання | Дата звільнення |
| ------------------------ | ----------------------------------------------------------------- | ------------ | --------------- |
| Яківчик Юрій Георгійович | Сільський голова, 1961 року народження, освіта                    | 26.03.2006   | 31.10.2010      |
| Яківчик Юрій Георгійович | Сільський голова, 1961 року народження, освіта вища, безпартійний | 31.10.2010   |                 |

Примітка: таблиця складена за даними джерела